# Cupé utilitario

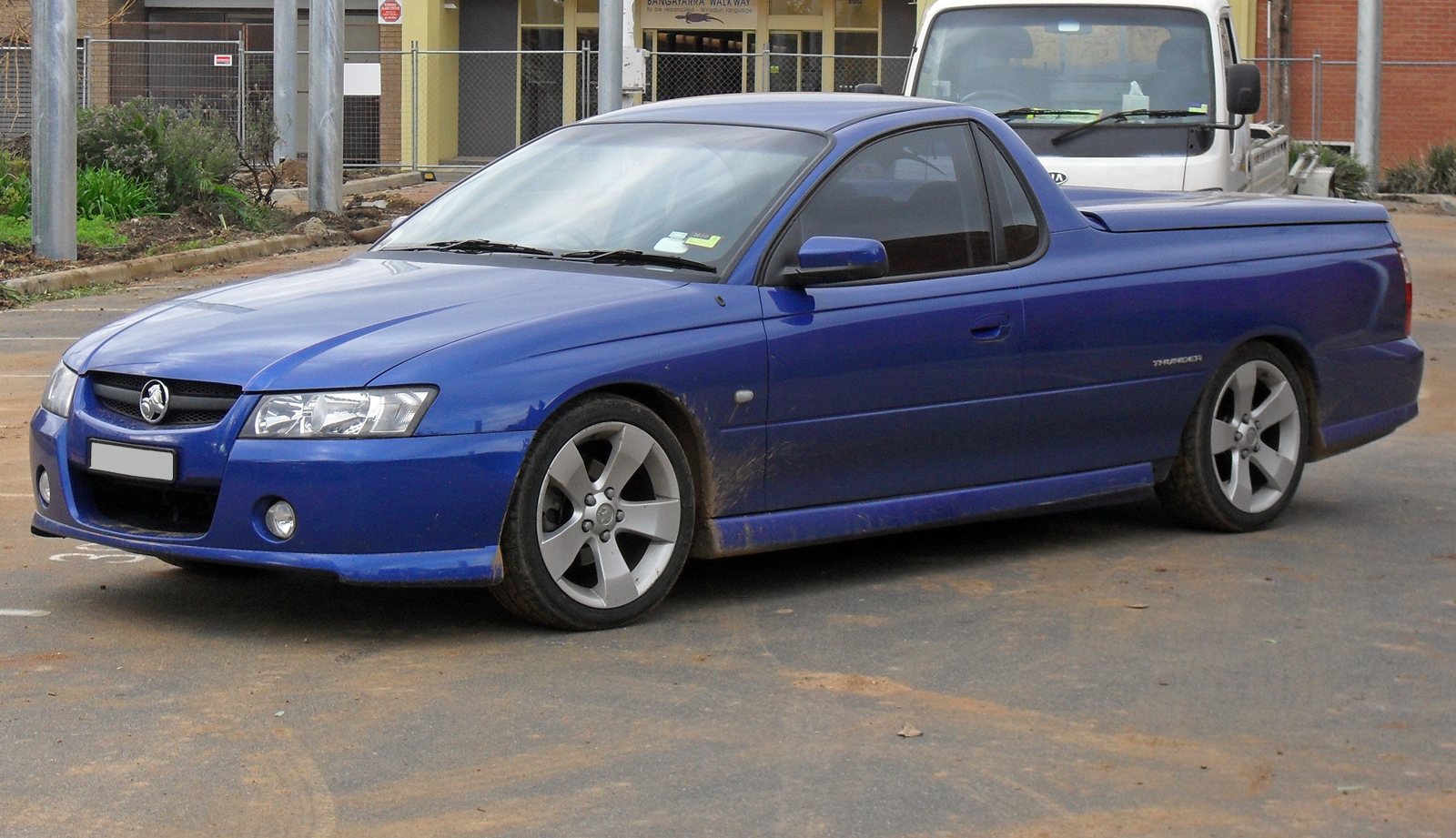
Holden Ute 2006 (Australia).

Un coupé utilitario es un estilo de carrocería, también conocido coloquialmente como ute en Australia y Nueva Zelanda, combina un dos puertas de cabina estilo «coupé» con una caja carga integral detrás de la cabina, formando vehículos ligeros de pasajeros derivados de la plataforma.
Un coupé utilitario tiene un estilo de carrocería con líneas de coupé, pero como un camión, tiene un área integral abierta de carga en la parte trasera. Mientras que hoy se construyen como monocasco, los modelos históricos solían utilizar una carrocería resistente y ligera sobre el bastidor, al igual que el pesado cuerpo sobre chasis de construcción utilizado por los camiones de carga. Ya que tienen una útil carrocería ligera sobre el bastidor, pueden ser diferenciados de los camiones de trabajo pesado.

## Etimología
Si bien históricamente un «ute» diseñado en Australia ha sido un vehículo de 2 puertas basado en un chasis de vehículo de pasajeros (como el Holden Commodore y el Ford Falcon), el término también se utiliza en Australia y Nueva Zelanda para describir a los vehículos que se llamarían camioneta o camión en el resto del mundo. Por lo tanto, se puede suponer que es un término dialectal para vehículos con una caja de carga, en lugar de una definición específica para un estilo de carrocería de automóvil. En Australia, un vehículo de más de 1 tonelada con una plataforma alta (bandeja plana con o sin barandas) es un camión, mientras que un vehículo con un «caja de carga» y puerta trasera abatible de hasta 1,5 toneladas (por ejemplo, Ford F-150) seguiría siendo generalmente una «ute».

## Historia

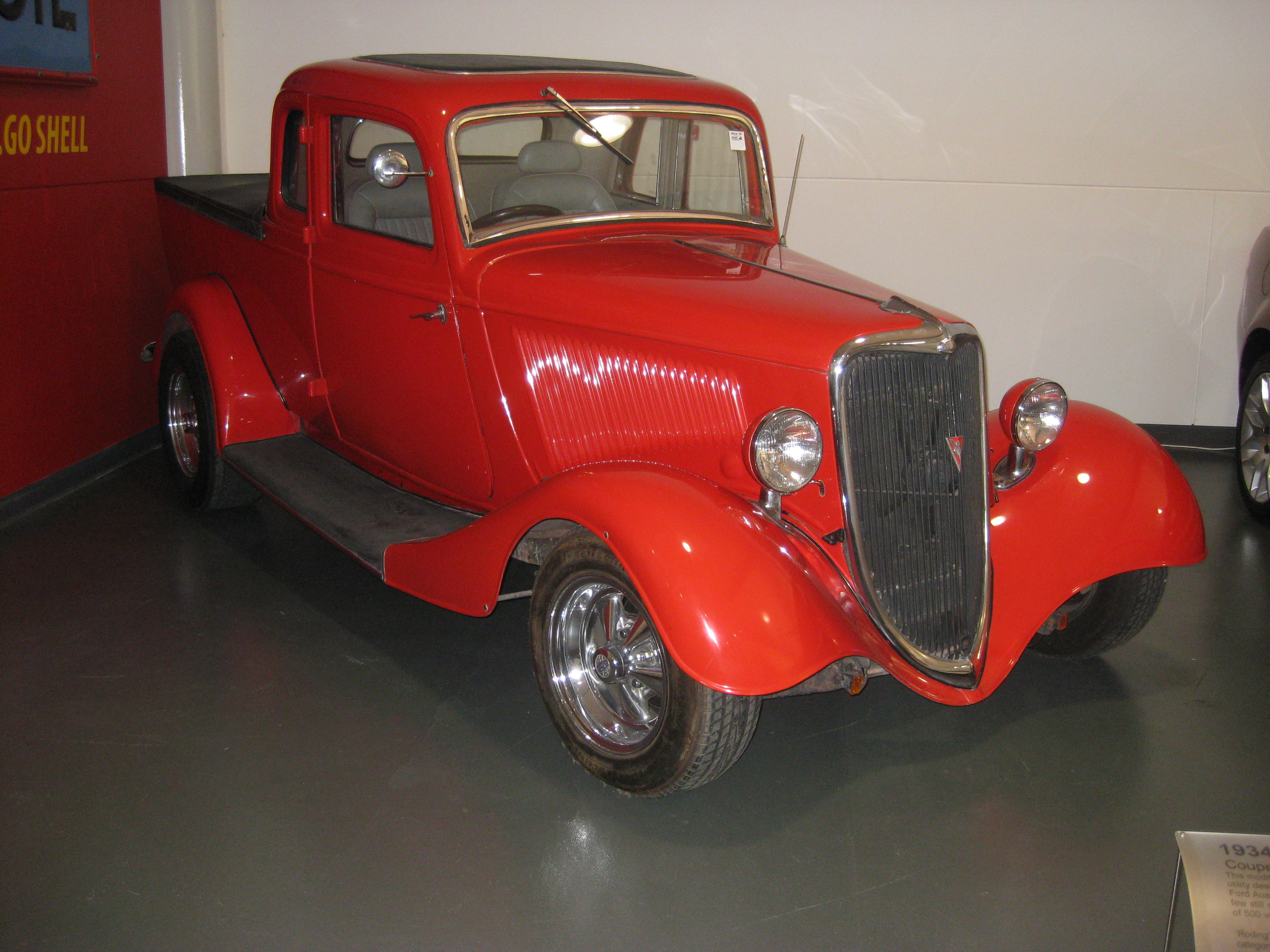
Ford Coupe Utility 1934, el primer coupé utilitario en ser producido en el mundo

Ford Australia fue la primera compañía en producir un coupé utilitario. Este fue el resultado de una carta en 1932 de la esposa de un agricultor en Victoria, Australia, pidiendo "un vehículo para ir a la iglesia en un domingo y que puede llevar a nuestros cerdos al mercado de los lunes ". El diseñador de Ford Lew Bandt desarrollado una solución adecuada y el primer modelo de coupé utilitario fue lanzado en 1934. Bandt pasó a administrar el Departamento de Diseño Avanzado de Ford, siendo responsable de la ingeniería del cuerpo de las series XP, XT, XW y XA del Ford Falcon. La filial australiana de General Motors, Holden, también produjo un coupé utilitario Chevrolet en 1934, pero el estilo de la carrocería no apareció en el mercado americano hasta el lanzamiento de la Ford Ranchero 1957.
Tanto el coupé utilitario y el descapotable utilitario similares continuaron en la producción, pero la mejora en la economía de la mitad de la década de 1930 y el deseo de una mayor comodidad vio subir las ventas de coupé utilitario a costa del convertible utilitario hasta que, en 1939, este último era casi un recuerdo lejano.
En la década de 1980 en América del Norte, el coupé utilitario comenzó a caer en desgracia de nuevo con la desaparición del Ford Ranchero a partir de 1979, el Volkswagen Caddy, Dodge Rampage / Plymouth Scamp y Chevrolet El Camino en 1987.
Subaru ofreció el Brat en principios de 1980, y el Baja de 2003 a 2006. General Motors planteó la posibilidad de enviar Holden Ute a los Estados Unidos en la forma del Pontiac G8 ST en 2009, pero la recesión global, la quiebra definitiva de GM, así como la descontinuación de la marca Pontiac hizo que cancelarlo.
La camioneta, por su parte, comenzó su vida un poco más temprano y se define por "camioneta" su caja separada y desmontable. Esta caja no hace contacto con la cabina del vehículo, mientras que la caja de los ute es una parte integral de todo el vehículo. Tanto el coupé utilitario de los diseños pickup de cabina cerrada emigraron a chasis de camión ligero y éstos están correctamente conocidas respectivamente como camiones utilitarios y camionetas. Finalmente, el diseño de pickup encontró un hogar natural en el chasis del camión más pequeño, mientras que el UTE se afianzó como un derivado de turismo, a pesar de las excepciones se aplican.

### Australia

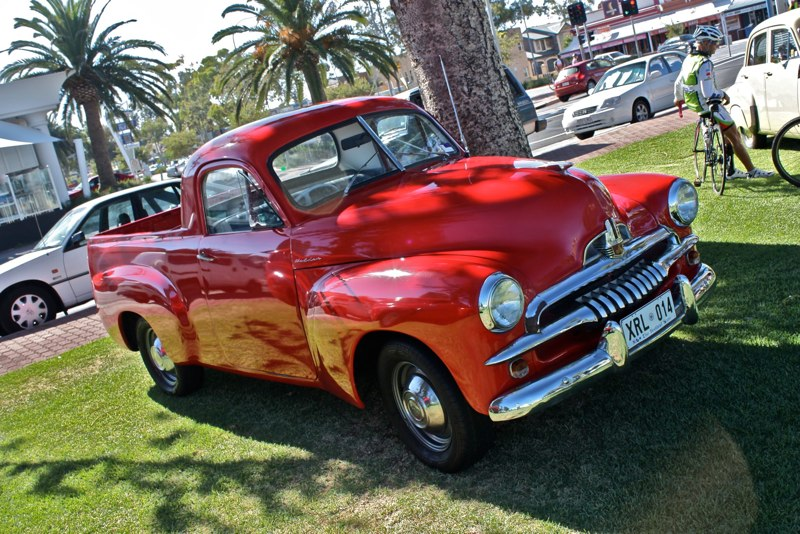
Holden FJ Ute 1953

Los australianos definen  "UTE", como cualquier vehículo comercial que tiene un espacio abierto llevar carga, pero que requiera una licencia para conducir automóviles de pasajeros. Esto incluye los cupés utilitarios, camionetas y las partes posteriores de la caja (camiones de plataforma pickup). Un ejemplo de la amplitud de esta definición es que cualquier cosa, desde un Ford F250 XL a un Protón Jumbuck puede ser llamado una UTE.

### Norteamérica

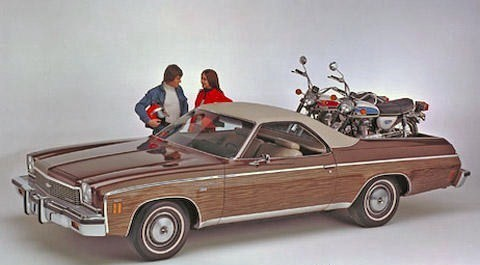
Chevrolet El Camino 1973

En América del Norte, los principales automóviles y camiones se construyeron desde 1930 hasta la década de 1980. Eran muy populares entre los floristas durante los primeros años como una forma de transportar flores y plantas en macetas. Los ejemplos incluyen el Studebaker Coupe Express, o la Pickup Chevrolet Coupe 1941. La versión wagon de la camioneta fue utilizada por los funerarias para cortejos fúnebres, también sirvió como ambulancia y coches de comando de bomberos.
El Ford Ranchero fue producido entre 1957 y 1979 basado en los automóviles de tamaño grande, mediano y compacto de la Ford Motor Company para el mercado norteamericano. Variantes sobre la base original del Falcon 1960 de EE. UU. para los mercados domésticos de Argentina y Sudáfrica se produjeron a través de la década de 1980. Aunque combinaciones Ford coche/camioneta habían sido de alrededor de 1934, cuando un solo diseñador de Ford Australia, Lew Bandt, diseño el primer coupé utilitario del mundo, con lo que el aumento de la popularidad de los "ute" en ese país, el Ford Ranchero fue el primer vehículo de la posguerra americana de su tipo en ser fabricado.
El Chevrolet El Camino fue producido por la división de General Motors Chevrolet desde 1959 hasta 1960, con la reanudación de la producción en 1964 y continuando hasta 1987. El Camino se produjo en respuesta al éxito contra su rival Ford Ranchero. Tenía una variante denominada GMC Sprint y más tarde nombrado GMC Caballero de 1978 a 1987. En México, también fue vendido como el Chevrolet conquistador.
Dodge produjo el Rampage de 1982 a 1984, basado en la rueda delantera del cuerpo L de Dodge Charger. Plymouth también tenía una variante llamada Scamp.

## Ejemplos

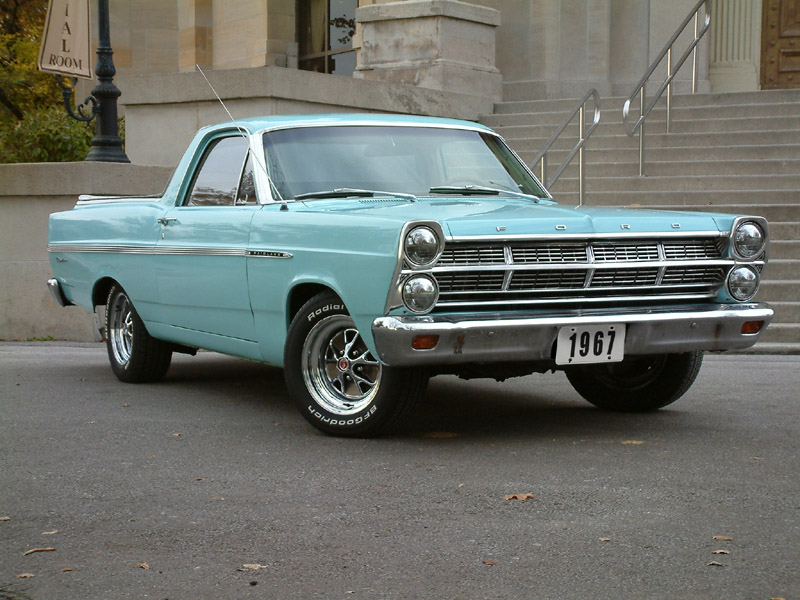
Ford Ranchero 1967

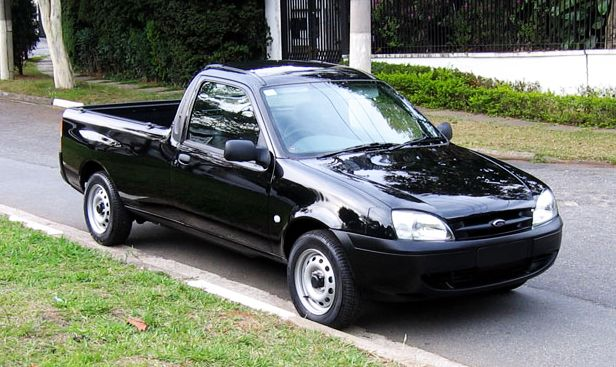
Ford Courier, coupé utilitario del mercado mexicano y brasileño con carrocería basada en el Ford Fiesta MK-IV

Algunos ejemplos de "coupés utilitarios" de todo el mundo.
Coupés utilitarios del pasado
- 1959–1960, 1964–1987 Chevrolet El Camino
- 1965–1979 Chrysler Valiant utility
- 1991-1995 Daihatsu Mira P1 y Miracab (solo en Tailandia, el P1 fue un biplaza, el Miracab fue un 2+2)
- 1982–1984 Dodge Rampage
- 1983 Plymouth Scamp
- 1977–2001 Fiat Fiorino
- 1934 Ford Coupe Utility (Australia)
- 1983–2011 Ford Bantam (South Africa)
- 1961–1999 Ford Falcon utility
- 1952–1958 Ford Mainline utility
- 1971–1993 Ford P100
- 1957–1959 Ford Ranchero ("full-size")
- 1960–1965 Ford Ranchero (Falcon compact)
- 1966–1979 Ford Ranchero (Fairlane/Torino mid-size)
- 1973–1991 Ford Ranchero (Argentina)
- 1982–1993 Ford Sierra
- 1987–2002 FSO Polonez Truck
- 1971–1987 GMC Sprint/Caballero
- 1951–1968 Holden utility
- 1968–1984 Holden Belmont/Kingswood utility
- 1976–1990 Hyundai Pony
- 1961–1982 Mini Pick-Up/95
- 1971–1980 Morris/Austin Marina
- 1955–1966 Peugeot 403
- 1960–1991 Peugeot 404
- 1968–2005 Peugeot 504
- 1993–2006 Opel Corsa
- 1995–2000 Škoda Felicia Fun
- 1937–1939 Studebaker Coupe Express
- 2003–2006 Subaru Baja
- 1978–1993 Subaru BRAT
- 1962–1971 Toyopet/Toyota Crown
- 1960-1970 Toyopet/Toyota Corona pickup
- 1979–1984 Volkswagen Caddy
- 2003-2006 Chevrolet SSR

 Coupés utilitarios actuales
- 2003–presente Chevrolet Montana/Opel Corsa Utility/Chevrolet Tornado
- 2007–presente Dacia Logan pickup
- 1996–presente Fiat Strada
- 1998-presente Ford Courier
- 1990–presente Holden Commodore/Ute
- 2002–presente Proton Arena/Jumbuck
- 1982–presente Volkswagen Saveiro/Pointer

## Cupés utilitarios en discusión
Los siguientes vehículos comparten las cualidades de Pick-up y Coupé utilitario. Algunos tienen el cuerpo como una camioneta, pero se basan en un chasis de automóvil y / o basado en un coche de pasajeros existente. Otros parecen Coupé utilitarios, pero en realidad están basado en chasis de camión. Se consideran coupé utilitarios por algunos, y no por otros. A continuación se enumeran junto con una breve explicación de sus diferencias respetadas.
- Chevrolet SSR La carrocería es como la de un coupé utilitario, (aunque con un techo rígido plegable), y tenía la opción de rendimiento del motor LS2 del Corvette, pero se basaba en el chasis de camión GMT360, lo que significa que es más que una camioneta deportiva , al igual que el Ford Lightning, Dodge Ram SRT-10, o el Chevy Xtreme así su aspecto más inspirado en un auto conceptual lo llevó a ser más un automóvil de culto por su escasez de producción y corto ciclo de vida (asimismo influyó en Chevrolet para que crease el HHR que en la práctica este último ya es un station wagon compacto con estilo retro como alternativa al PT Cruiser).

- Honda Ridgeline Según la definición más estricta, la Ridgeline es un coupé utilitario en el sentido de que se basa esencialmente en un chasis de un automóvil (un diseño monocasco que comparte muchas partes con varios automóviles de Honda, como el Accord y Acura TL), es monocasco (al igual que muchos coupé utilitarios modernos), y tiene una caja detrás de la cabina. Sin embargo, es demasiado grande y la mayoría de la gente lo considera camión y no coupé utilitario. Podría, tal vez, ser mejor descrito como un camión utilitario deportivo o "un camion crossover ligero" en su lugar,mismo que también tiene un diseño con caja no separada de la carrocería lo que podría ser como ya se mencionó un crossover.

## Prototipos
- 1970 AMC Cowboy Basado en el Hornet,  coupé utilitario que nunca llegó a la producción. Los prototipos existen en la propiedad privada.

- 2008 Pontiac G8 ST Es esencialmente un Holden Ute reasignado, se basa en el Holden Commodore (que también sirvió como la base de la serie G-8). Por lo menos un prototipo fue construido, pero GM decidió no pasar a la producción debido a la recesión global actual. No pasó mucho tiempo después de esto que la marca Pontiac fuera descontinuada, seguido por el capítulo 11 de la empresa en quiebra.

- 2011 BMW M3 Pickup Basado en el E93 Cabrio, este singular Serie 3, con una cama de aluminio pickup estructurada y techo desmontable tipo targa, fue creado por BMW en la división M como un vehículo de transporte para uso dentro de la empresa, no se sabe sobre su producción.